# Grand'Landes
Grand'Landes é uma comuna francesa na região administrativa da Pays de la Loire, no departamento de Vendéia. Estende-se por uma área de 20,49 km². Em 2010 a comuna tinha 690 habitantes (densidade: 33,7 hab./km²).